# Podolszk
Podolszk (cirill: Подо́льск) ipari város Oroszországban, a Moszkvai terület Podolszki járásának központja. A  Moszkva folyó  mellékfolyójának, a Pahra folyónak a partján fekszik. A terület egyik legnagyobb városa.
Lakossága: 187 961 fő (a 2010. évi népszámláláskor); 180 963 (2002), 209 178 (1989), 183 000 (1974); 129 000 (1959); 72 000 (1939).

## Története
Podolszk városa Podol faluból nőtt ki, amely a 18. században a moszkvai Danyilov-kolostor birtoka volt. II. Katalin adott neki városi jogot 1791-ben, abban az időben, amikor Oroszország-szerte kijelölték a nagyobb járásokat, kormányzókat neveztek ki és új városokat alapítottak.
Az 1917-es októberi orosz forradalom előtt a város az ország egyik legiparosodottabb városa volt. A Singer varrógépgyártó vállalatnak is volt itt egy gyára. Podolszkban élt az Uljanov család is, Lenin többször ellátogatott a városba, ahol kis telke és háza is volt. 1900-ban Podolszkban találkozott moszkvai és más városbeli szociáldemokratákkal, hogy elnyerje támogatásukat a készülő Iszkra című újsághoz.
1971-ben Podolszkot kitüntették Munka Vörös Zászló érdemrendjével. A szovjet időkben Podolszk a Moszkvai terület egyik legfontosabb ipari városa volt, több mint hetven gyár működött a városban, ezek adtak munkát a lakosság nagy részének.
2000-ben jelentős katonai bázist hoztak létre itt és a városban működik az Orosz Védelmi Minisztérium Központi Levéltára.

## Testvérvárosok
Podolszk testvérvárosai:
- Amstetten, Ausztria
- Bălți, Moldova
- Bar, Montenegró
- Bariszav, Fehéroroszország
- Honan, Kína
- Kavarna, Bulgária
- Kladno, Csehország
- Ohrid, Észak-Macedónia
- Saint-Ouen-sur-Seine, Franciaország
- Sumen, Bulgária
- Szuhumi, Abházia[4][5]
- Trier-Land, Németország
- Vanadzor, Örményország
- Varmia-mazúriai vajdaság, Lengyelország

Tervezik a testvérvárosi kapcsolat kialakítását a következő városokkal is:
- Beni-Mellal, Marokkó
- Koper, Szlovénia
- Petrozavodszk, Oroszország